# Cyperus mesochorus
Cyperus mesochorus là loài thực vật có hoa trong họ Cói. Loài này được Geise mô tả khoa học đầu tiên năm 1934.